# Isac Elliot
Isac Elliot, de son nom complet Isac Elliot Lundén, est un chanteur de pop, compositeur, danseur et acteur finlandais né le 26 décembre 2000 à Kauniainen. Il se fait connaître grâce à son titre New Way Home et son premier album Wake Up World, qui ont tous deux connu un important succès en Finlande et en Norvège.

## Carrière

### 2012: les débuts
Isac Elliot fut membre de la chorale de garçons Cantores Minores et est apparu dans des comédies musicales du Théâtre suédois, telles que Cabaret et Kristina från Duvemåla. Sa chanson Pop Goes My Heart a été utilisée dans le film Ella ja kaverit en 2012.

### Depuis 2013: succès
Son premier single, New Way Home, sort le 14 février 2013 et atteint la première place des ventes de singles dans le classement finlandais Suomen virallinen lista, ainsi que la 14e place en Norvège. Son premier album, Wake Up World, est produit par Joonas Angeria (en) et sort le 24 mai 2013. Il atteint la première place des ventes d'albums en Finlande.
En mars 2013, il apparaît à la 11e place dans le classement    « Next Big Sound » du Billboard, section « future stars ». Un documentaire sur sa carrière, intitulé Dream Big – The Movie, est sorti sur grand écran le 14 février 2014.
Son second album, Follow Me, sort le 7 novembre 2014. Ce dernier a été enregistré à Helsinki, Londres, Stockholm et Los Angeles, et produit par Jonas W. Karlsson (en), Axel Ehnström, Victor Thell et Kevin Högdahl. Isac Elliot réalise par la suite une tournée fin novembre 2014, intitulée « Save a Girl » puis en 2015, une autre tournée intitulée             " Lipstick".

## Vie privée
Son père, Fredrik « Fredi » Lundén, d'origine suédoise, est le chanteur d'un groupe appelé The Capital Beat.

## Discographie

### Albums
- 2013 : Wake Up World (en)[4]
- 2014 : Follow Me (en)[5]
- 2017 : FAITH[6]

### Singles
- 2013
  - New Way Home (en)[1]
  - First Kiss
  - Dream Big
  - My Favorite Girl (ft. Redrama)
  - A.N.G.E.L
  - Let's lie
  - Are you gonna be my girl
  - Part alarm
  - Can't give up on love
  - Paper plane
  - Sweet talk
- 2014
  - Baby i
  - Tired of Missing You
  - Just can't let her go
  - Recklessly
  - Engine
  - Hush
  - Parachute
  - Glitter

- 2015
  - Save a Girl
  - Lipstick (ft. Tyga)
  - No One Else

- 2017
  - EYES SHUT
  - I Wrote a Song for You
  - Mouth to Mouth
- 2018
  - Rich & Famous (ft. SJUR)